# 鈍尾乳突天竺鯛
鈍尾乳突天竺鯛（學名：Fowleria amblyuroptera），為輻鰭魚綱鈎頭魚目天竺鯛科乳突天竺鯛屬下的一個種，分布於西太平洋印尼海域，深度可達20公尺，體長可達4公分，棲息在沿海珊瑚礁斜坡和海灣，夜間活動，肉食性，以浮游生物為食，繁殖期時，雄魚具有口孵習性，卵約7日化成仔魚，由雄魚吐出，具短暫的仔魚飄浮期，生活習性不明。